# Protanilla concolor
Protanilla concolor   (лат.) — вид мелких муравьёв (Formicidae) из подсемейства Leptanillinae.

## Распространение
Китай: Yunnan Province.

## Описание
Мелкие муравьи длиной 2—3 мм. Мандибулы узкие, изогнуты вниз, с многочисленными мелкими зубчиками. Нижнечелюстные щупики 4-члениковые. Метанотальная бороздка развита. Пигидиум (тергит 7-го абдоминального сегмента) крупный, округлый. Рабочие особи слепые (сложных глаз нет), жёлто-коричневые. Усики 12-члениковые, усиковые валики отсутствуют, место прикрепления антенн открытое. Название P. concolor дано из-за особенностей окраски тела, так как у близкого вида Protanilla bicolor тело контрастно двуцветное (чёрное и желтовато-коричневое).